# Friuli Latisana Chardonnay superiore
Il Friuli Latisana Chardonnay superiore è un vino DOC la cui produzione è consentita nella provincia di Udine.

## Caratteristiche organolettiche
- colore: paglierino chiaro talvolta con sfumature verdognole.
- odore: caratteristico.
- sapore: secco, vellutato.

## Produzione
Provincia, stagione, volume in ettolitri
- nessun dato disponibile